# قهرمانی جهان ورزش دوگانه ۲۰۱۹
قهرمانی جهان ورزش دوگانه ۲۰۱۹ (انگلیسی: Biathlon World Championships 2019) یا بیاتلون ۲۰۱۹ در تاریخ ۶ تا ۱۷ مارس ۲۰۱۹ _ ۱۵  تا ۲۶ اسفند ۱۳۹۸ در اوسترشوند، سوئد برگزار میشود.
در مجموع ۱۲ مسابقه انجام می‌شود. دو سرعت، تعقیب، فردی، استارت گروهی، و مسابقات امدادی برای مردان و زنان و ۲ مسابقه امدادی مختلط. امدادی مختلط  تک برای اولین بار در برنامه مسابقات قهرمانی جهان اجرا میشود.
تمام امتیازها در این مسابقات قهرمانی نیز برای جام جهانی بیاتلون فصل ۱۹-۲۰۱۸  به حساب می آیند.